# Estadio GNP Seguros
Das Estadio GNP Seguros ist ein Stadion in der Ciudad Deportiva Magdalena Mixhuca im Bezirk Iztacalco der mexikanischen Hauptstadt Mexiko-Stadt. Der Eigentümer und Betreiber ist der mexikanische Konzertveranstalter OCESA (Operadora De Centro De Espectaculos S.A.), ein Tochterunternehmen von Live Nation Entertainment.

## Geschichte
Ursprünglich als Konzert-Arena gebaut, war die Anlage von 2000 bis 2014 die Heimspielstätte der Baseballmannschaft der Diablos Rojos del México der Liga Mexicana de Béisbol (LMB). Seit 2015 wird es als Teil der Motorsport-Rennstrecke Autódromo Hermanos Rodríguez, die für den Großen Preis von Mexiko der Formel 1 genutzt wird. Anfang 2024 wurde das Stadion für Renovierungs- und Modernisierungsarbeiten vorübergehend geschlossen. Dabei wurde das Platzangebot bei Konzerten auf 65.000 Zuschauer erweitert. Im Januar 2024 wurde bekannt, dass das Foro Sol nach Fertigstellung umbenannt werden soll. Es sollte den Namen des Versicherungsunternehmens GNP Seguros erhalten. Am 18. Juni 2024 gaben OCESA und GNP Seguros in einer Pressemitteilung offiziell die Namensänderung zu Estadio GNP Seguros bekannt. Nach einem halben Jahr Umbauarbeiten wurde die Veranstaltungsstätte mit drei Konzerten am 8., 10. und 11. August des Sängers Bruno Mars wiedereröffnet.

## Nutzung

### Baseball
Der mexikanische Rekordmeister, die Diablos Rojos del México aus der Liga Mexicana de Béisbol, trug seit dem Jahr 2000 seine Heimspiele in dem Stadion aus. Zudem spielte ihr Ligarivale Tigres de Quintana Roo 2000 und 2001 im Foro Sol. Das Stadion war einer der Austragungsorte des World Baseball Classic 2009. Zudem fanden mehrere Vorbereitungsspiele der Major League Baseball (MLB) im Foro Sol statt. Im Jahr 2001 trafen die Pittsburgh Pirates auf die Tampa Bay Rays, 2003 die New York Mets auf die Los Angeles Dodgers und 2004 die Florida Marlins auf die Houston Astros. Nachdem der Mietvertrag nach der Saison 2014 ausgelaufen war und der Große Preis von Mexiko nach 22 Jahren zur Formel-1-Weltmeisterschaft 2015 in den Rennkalender zurückkehren sollen, zogen die Diablos Rojos del México ins Estadio Fray Nano.

### Konzerte
Einige der bekanntesten Musiker und Bands, die im Foro Sol bislang auftraten, sind Taylor Swift, Madonna, The Weeknd, Britney Spears, Rammstein, Paul McCartney, Robbie Williams, Metallica, Radiohead, Rush, Shakira, The Rolling Stones, Jonas Brothers, Pink Floyd, Iron Maiden, Héroes del Silencio, David Bowie, Miguel Bosé, Roger Waters, Eric Clapton, Carlos Santana, Marilyn Manson, Incubus, Aerosmith, One Direction, Kiss, Black Label Society, Bon Jovi, Depeche Mode, Red Hot Chili Peppers, Enrique Bunbury, Soda Stereo, Tiësto, The Police, Korn, Los Fabulosos Cadillacs, Soda Stereo, Backstreet Boys, Ozzy Osbourne, The Smashing Pumpkins, Timbiriche, Linkin Park, Static-X, Billy Joel, Peter Gabriel, Scorpions und Café Tacvba. Zudem findet jährlich – außer 2024 aufgrund der Umbauten – das mehrtägige internationale Rockmusikfestival Vive Latino im Stadion statt.

### Motorsport
Das Stadion liegt auf dem Gelände der Motorsport-Rennstrecke Autódromo Hermanos Rodríguez. Bei einigen Rennveranstaltungen führt ein Teil der Strecke durch das Stadion, unter anderem beim seit 2015 wieder ausgetragenen Großen Preis von Mexiko. Dabei werden die Stadiontribünen als Tribünen für das Rennen genutzt.

## Galerie

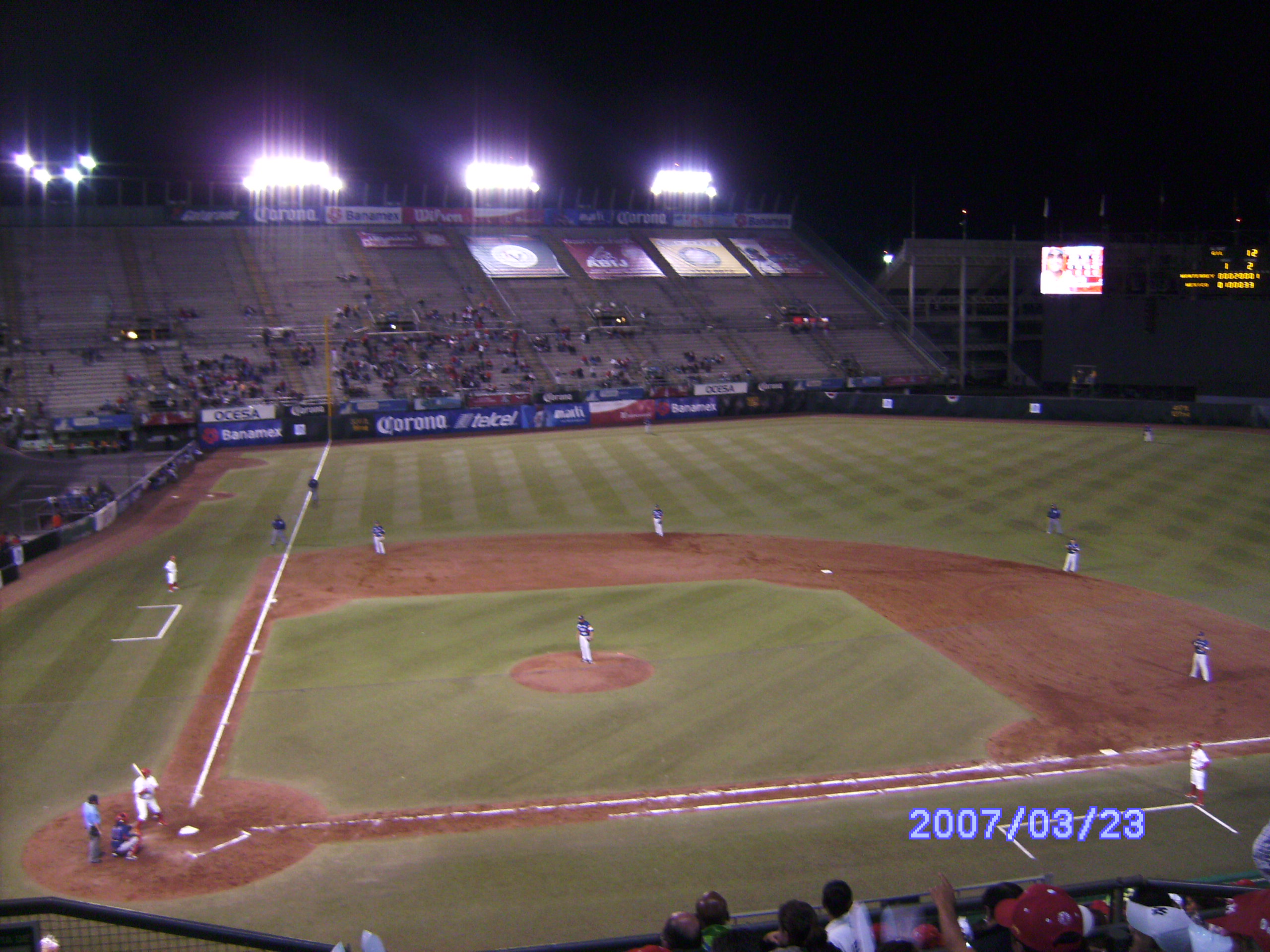
Baseballspiel am Abend (2008)
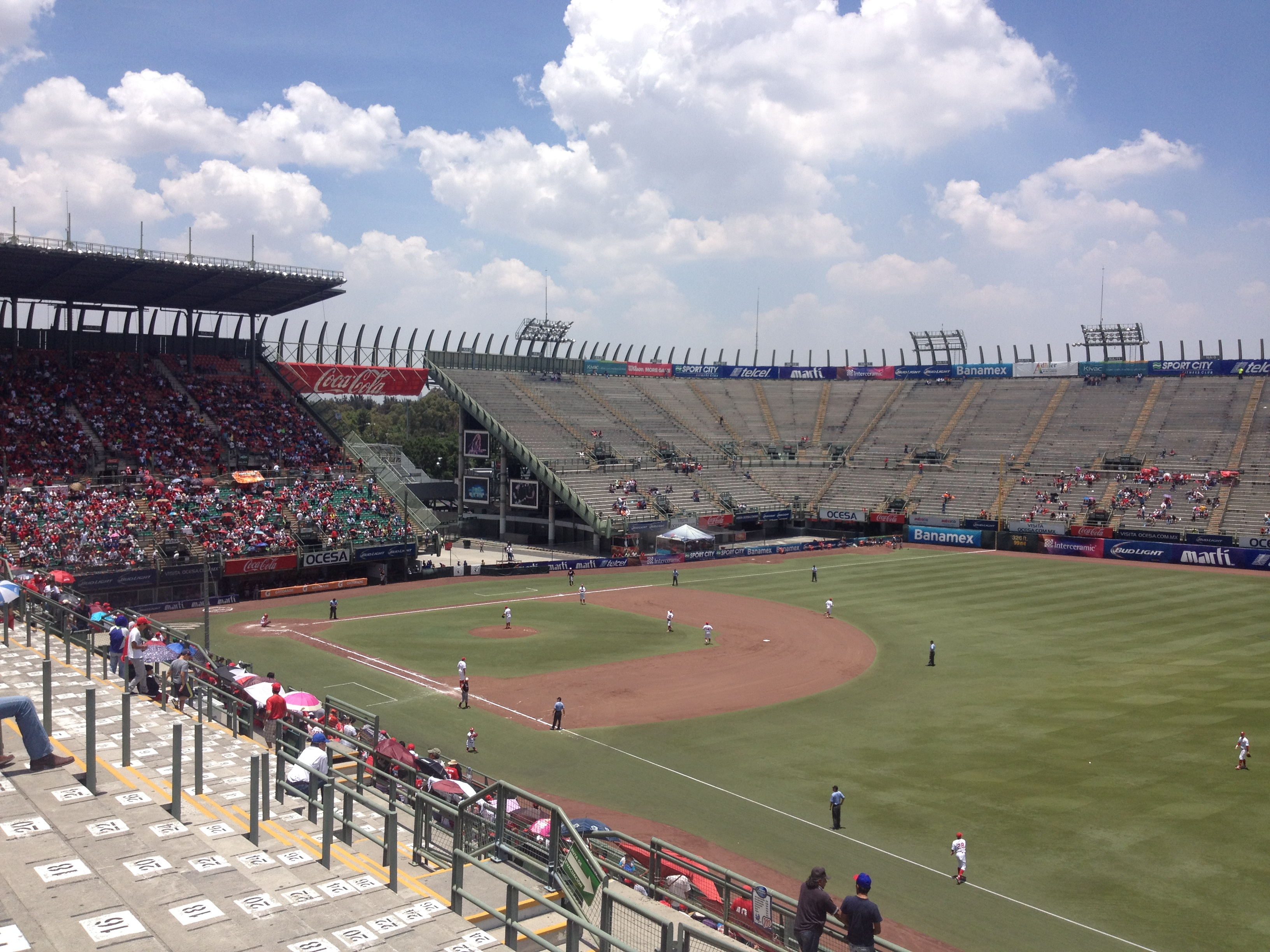
Das Stadion bei einem Spiel der Diablos Rojos del México (2014)
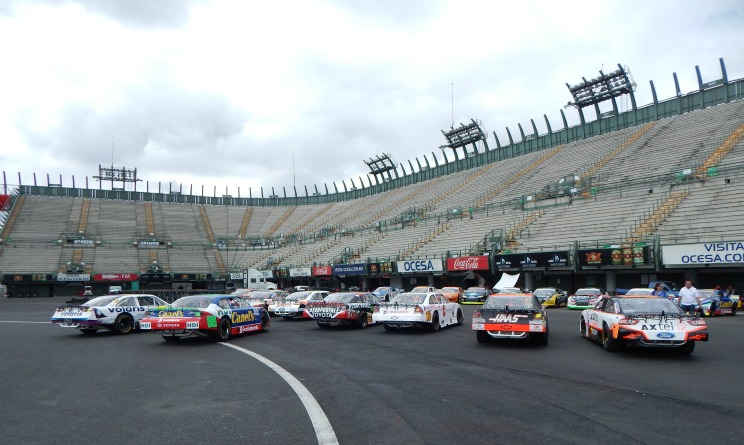
Die NASCAR Mexico Series im Foro Sol (Dezember 2015)
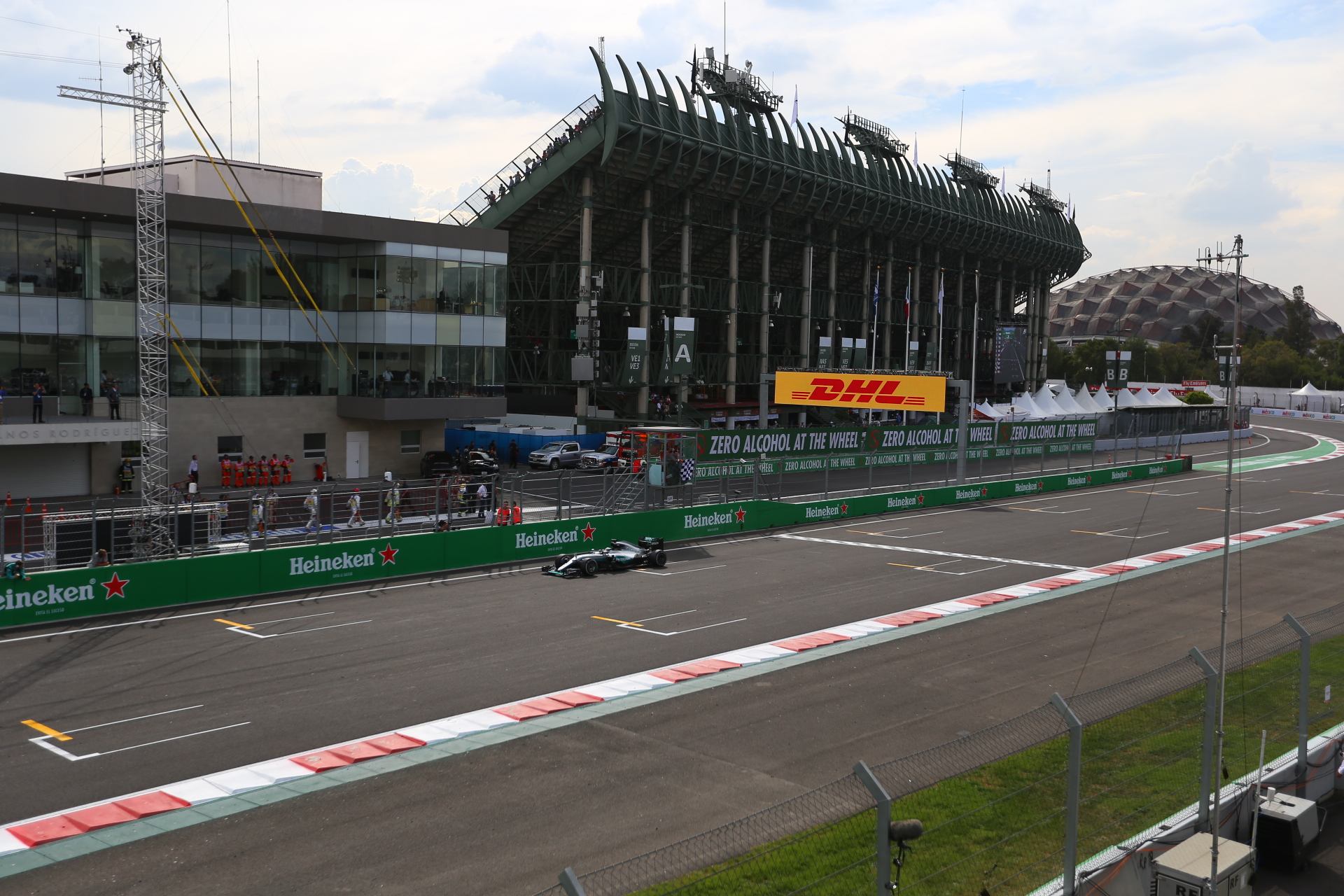
Das Stadion beim Großen Preis von Mexiko 2016
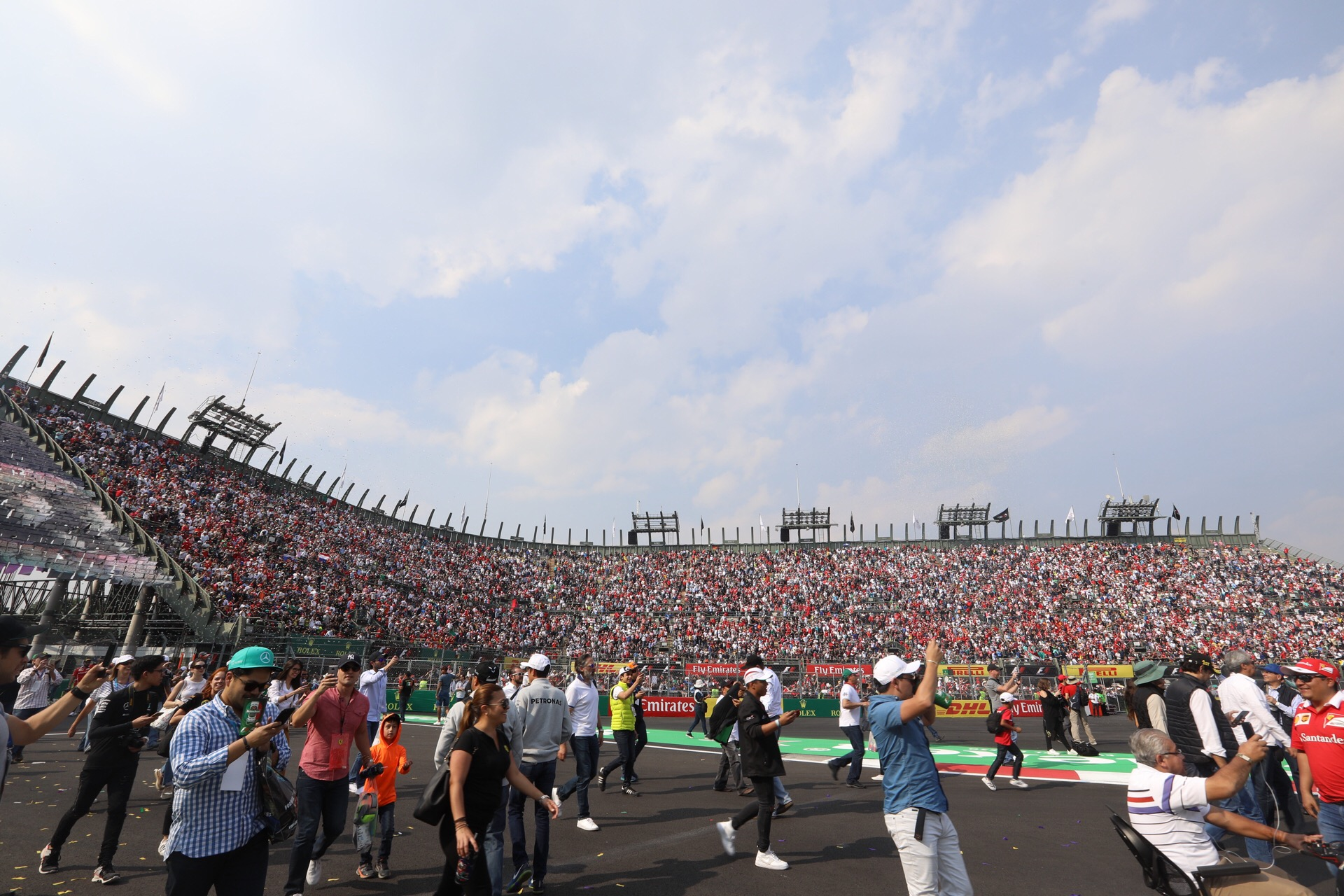
Das Stadion beim Großen Preis von Mexiko 2017